# Nhà Small Weigh

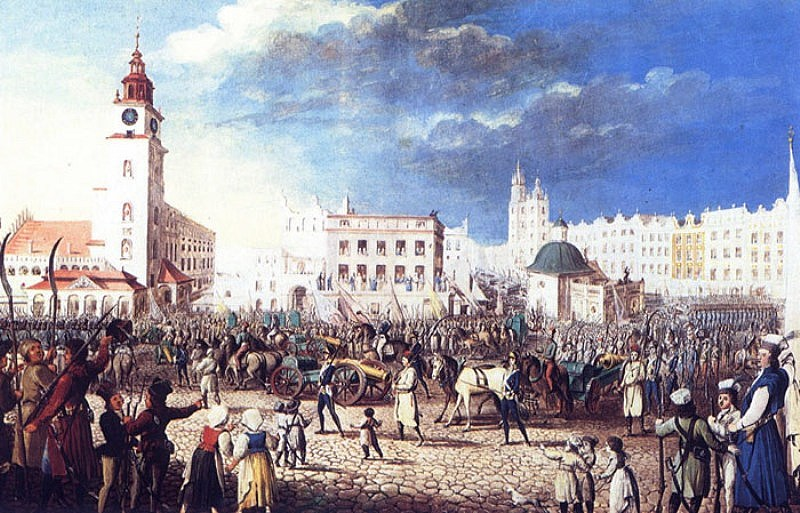
Nhà Small Weigh

Ngôi nhà Small Weigh (tiếng Ba Lan: Mała Waga Miejska) là một cấu trúc trước đây tồn tại trên quảng trường chính của Kraków, Ba Lan. Nó nằm ở giữa hội trường vải và Nhà thờ Thánh Adalbert. Bên cạnh đó là Ngôi nhà Great Weigh.
Đó là một tòa nhà công cộng, trong đó hàng hóa nhỏ hơn như xà phòng và nhựa đều được cân. Vì sự kiểm soát công khai đối với trọng lượng của hàng hóa là rất quan trọng, nó được điều hành bởi chính quyền địa phương, những người sẽ sử dụng trọng lượng cho việc đánh thuế đối với hàng hóa được vận chuyển qua hoặc bán trong thành phố.
Thông tin đầu tiên về sự tồn tại của Ngôi nhà cân nặng nhỏ ở Kraków có từ năm 1358, nhưng rất khó để xác minh xem vị trí ban đầu của tòa nhà này có trùng với vị trí của tòa nhà trên quảng trường chính hay không.
Bố cục của tòa nhà có hình chữ nhật với kích thước 26,5 x 11,7 mét. Trong thời Phục hưng, tòa nhà được xây dựng lại bởi Gasparo Arcani de Mesco, người đã xây dựng gác mái theo phong cách Phục hưng, với áo choàng của nhà vua và các nhân vật Samson, Darius, Xerxes và Scipio. Trong những năm 1748-1749, tòa nhà được gia cố bằng một trụ. Tuy nhiên, tầm quan trọng của những ngôi nhà cân đã giảm đi và có lẽ nó đã bị phá hủy trong nửa đầu thế kỷ 19.
Nền móng của những ngôi nhà cân đã được khai quật vào đầu thế kỷ 21 và được đưa vào một bảo tàng dưới lòng đất.